# Caproni Ca.3

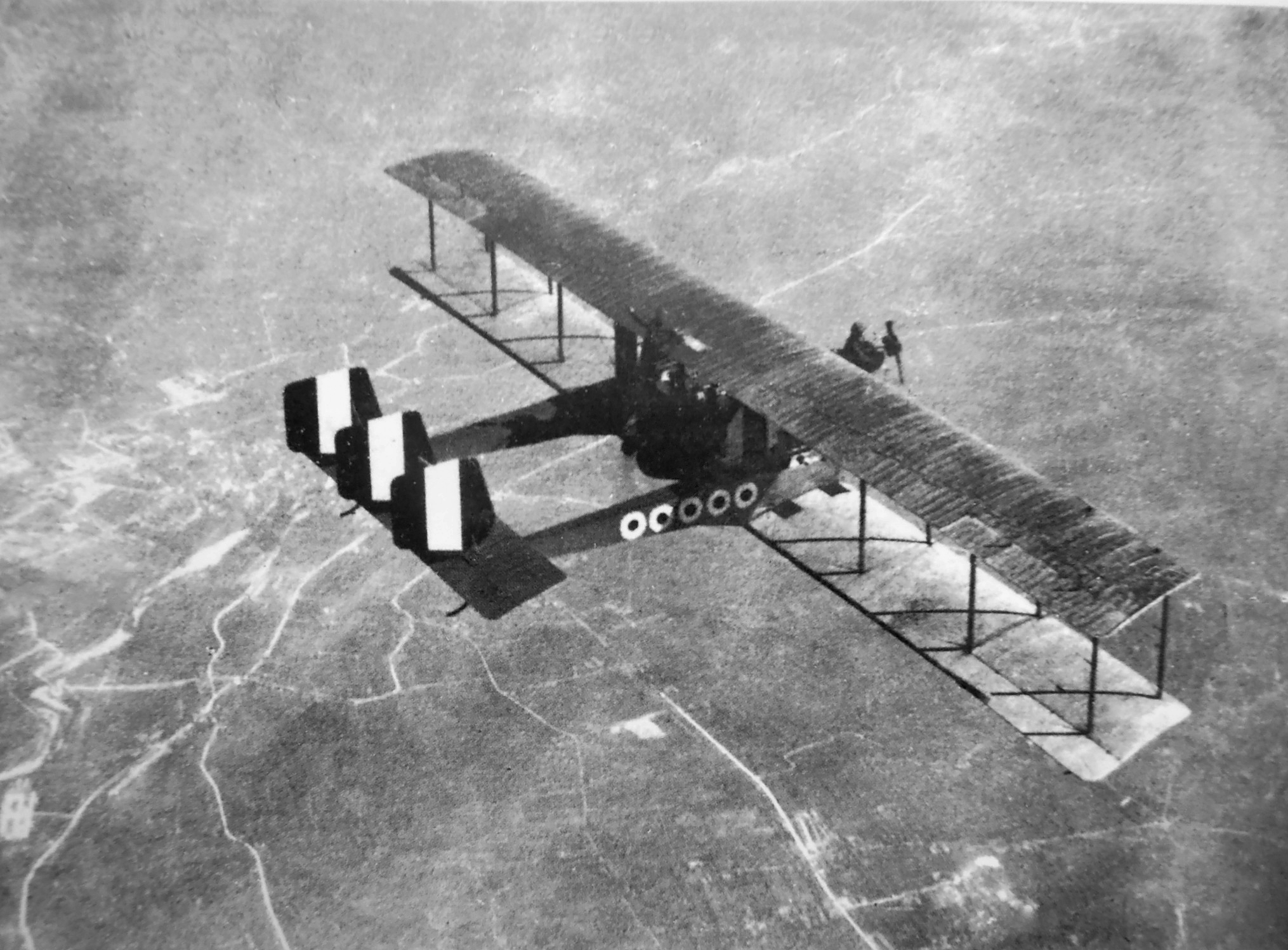
Ca.3 w locie

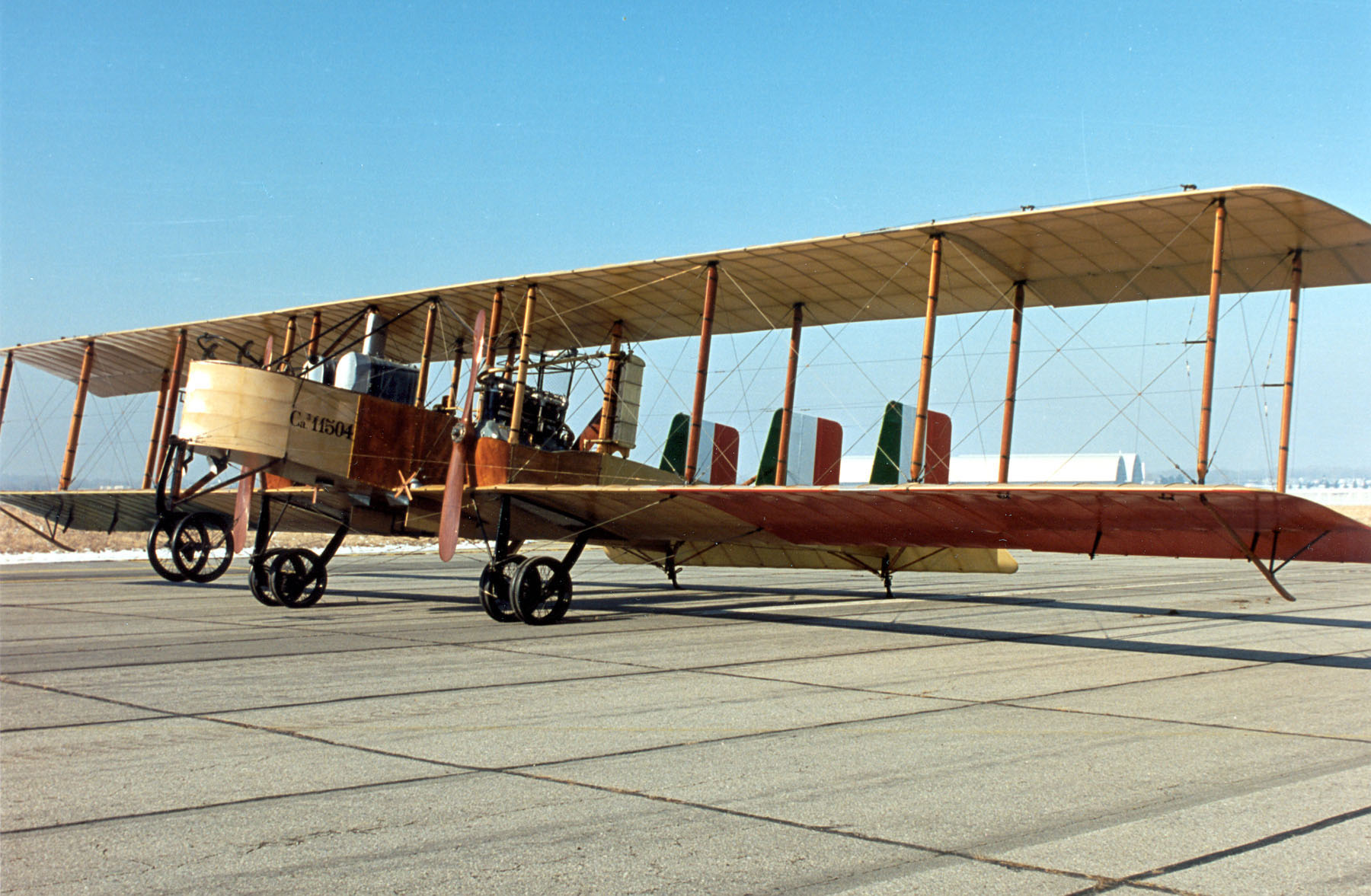
Ca.3 Mod. (Ca.36) USAF Museum, Dayton

Caproni Ca.1 / Ca.2 / Ca.3 – seria włoskich ciężkich bombowców z okresu I wojny światowej. Poszczególne modele różniły się silnikami, najliczniejszą wersją był Ca.3. Znane są również pod oznaczeniami Ca. 32 / 33 / 36.

## Powstanie i wersje
Włochy, jako pierwsze państwo obok Rosji, jeszcze przed wybuchem I wojny światowej przystąpiły do rozwijania ciężkiego lotnictwa bombowego, wyposażonego w samoloty mogące przenieść więcej ładunku bojowego niż stosowane wówczas lekkie jednosilnikowe bombowce. Konstrukcją włoskich ciężkich bombowców zajmował się inż. Giovanni Caproni, w wykupionych przez wojsko jego dawnych zakładach w Vizzola Ticino, przy poparciu Giulio Douheta ze strony armii. Jeszcze przed wybuchem wojny, pod koniec 1913 roku powstał wstępny projekt ciężkiego bombowca. Był to samolot dwupłatowy, zbudowany w oryginalnym układzie trzysilnikowym z dwiema belkami ogonowymi. Jeden silnik znajdował się na końcu centralnej gondoli załogi i napędzał śmigło pchające, a dwa silniki napędzały śmigła ciągnące, znajdujące się z przodu belek ogonowych. Układ ten stał się znakiem charakterystycznym wszystkich bombowców Caproni z okresu I wojny światowej. 29 grudnia 1914 wojsko zamówiło pierwsze 12 bombowców. Pierwotny projekt napędzany był trzema silnikami rotacyjnymi Gnome i wyróżniał się umieszczeniem wszystkich silników w gondoli kadłubowej, z których dwa miały napędzać śmigła na belkach ogonowych za pomocą wałów i przekładni. Projekt ten, oznaczony później jako Ca.30, nie został jednak ukończony, gdyż wojsko zaoponowało przeciw takiemu umieszczeniu silników.
Pierwszy prototyp, oznaczony później jako Ca.31, zbudowany został w październiku 1914 i oblatany w dokładniej nieznanej dacie. Był on napędzany silnikami rotacyjnymi Gnome (dwoma o mocy 100 KM i jednym 80 KM), umieszczonymi klasycznie, razem ze śmigłami – na końcu gondoli kadłubowej i z przodu belek ogonowych. Wojsko domagało się jednak napędu w postaci silników rzędowych Fiat A10 mocy 100 KM (kopii niemieckich Mercedes D.I). Samolot z takimi silnikami został jako pierwsza wersja przyjęty na uzbrojenie wojska, otrzymując oznaczenie Ca.1. Fiat opóźniał się jednak z produkcją silników, wobec czego pierwszy bombowiec Ca.1 został dostarczony w lipcu 1915. Wyprodukowano ich 163 sztuki. Od łącznej mocy silników wersja ta oznaczana była również Ca.300, a podczas standaryzacji oznaczeń po wojnie otrzymała oznaczenie fabryczne Ca.32. W toku trzeciej najliczniejszej serii produkcyjnej wzmocniono uzbrojenie, dodając tylne stanowisko karabinu maszynowego w "klatce" nad silnikiem. Pojedyncze samoloty napędzane były innymi silnikami. Kolejna wersja przyjęta na uzbrojenie jako Ca.2, różniła się zamianą środkowego silnika na Isotta-Fraschini V4B o mocy 150 KM i stąd oznaczana była także Ca.350. Wyprodukowano jedynie 9 samolotów tej wersji (w bloku numeracji Ca.1), nie otrzymała ona odrębnego powojennego oznaczenia.
Najliczniejszą wersją była Ca.3. Samolot ten był taki sam, jak wcześniejsze wersje, lecz napędzany trzema silnikami Isotta-Fraschini V4B o mocy 150 KM, przez co oznaczany był również Ca.450. Podczas wojny, od kwietnia 1917 do lutego 1918 wyprodukowano ich 276 sztuk. Po wojnie podjęto ponownie produkcję samolotów Ca.3 i w latach 1919-1925 dostarczono ich przynajmniej 198. Powojenne samoloty należały do zmodyfikowanego wariantu Ca.3 Mod. (modificato), który posiadał skrzydła składające się z pięciu części, łatwo rozmontowywane do hangarowania. Po wojnie oryginalna wersja Ca.3 otrzymała oznaczenie fabryczne Ca.33, a wersja powojenna (zmodyfikowana) – Ca.36. Jeden samolot powstał w wariancie sanitarnym Ca.36S dla 8 noszy. Ogółem we Włoszech zbudowano ok. 650 samolotów rodziny Ca.1/2/3.
W lutym 1915 roku licencję na produkcję samolotu sprzedano do Francji, gdzie podjęto produkcję w zakładach REP (Robert Esnault-Pelterie) pod oznaczeniem CEP 1 B2 (od Caproni Esnault Pelterie). Były one napędzane dwoma silnikami rotacyjnymi Le Rhône 9C lub 9J o mocy 80 KM i silnikiem gwiazdowym Salmson Canton-Unne 9R 130 KM, przez co dysponowały mniejszą mocą, niż oryginał. Wyprodukowano tam w latach 1915-1918 prawdopodobnie 89 sztuk (ostatnia seria prawdopodobnie w zakładach SAIB).
Opracowano następnie także dalsze prototypowe wersje rozwojowe samolotu: Ca.34 (z częściowo zakrytą kabiną z otworami dla członków załogi), Ca.35 (węższa gondola o owalnym przekroju, podobna do Ca.5, bez kół przednich). Układ konstrukcyjny Ca.30 został powtórzony w kolejnych, większych bombowcach okresu I wojny: Caproni Ca.4 i Caproni Ca.5.
Po wojnie pewną liczbę samolotów przebudowano na pasażerskie, z 6-osobową zamkniętą kabiną, oznaczone Ca.56 (na bazie Ca.1) i Ca.56A (na bazie Ca.3).

## Służba
Samoloty Ca.1 weszły na wyposażenie jednostek bombowych lotnictwa włoskiego w lecie 1915 roku. Pierwszy bombowiec Ca.1, o numerze seryjnym Ca.478, został dostarczony 23 lipca 1915 roku do jednostki na lotnisku La Comina koło Pordenone. Po raz pierwszy weszły do akcji 20 sierpnia 1915, atakując austriackie lotnisko w Aisovizza. W październiku 1915 utworzono dalsze trzy eskadry (Squadriglia), po cztery samoloty. Do końca maja 1916 istniało już 9 eskadr, a ogółem podczas wojny w bombowce Caproni wyposażono 15 eskadr bombowych o numerach 1 do 15, bazujących w większości w San Pelagio koło Padwy.
Od 1916 roku samoloty te zaczęły być używane do dalszych rajdów. Pięć samolotów 18 lutego 1916 zbombardowało Lublanę, przy czym kapitan Oreste Salomone został pierwszym lotnikiem odznaczonym Medaglia d'oro za powrót do bazy ranny, z dwoma zabitymi członkami załogi, na samolocie Ca.478. W związku z wzrastającą skutecznością myśliwców, samoloty Caproni później wykorzystywane były do nalotów nocnych. W sierpniu 1917 samoloty Caproni trzykrotnie dokonywały masowych nalotów formacji do 36 samolotów na Pulę, a 3-4 sierpnia 12 samolotów dokonało nocnego nalotu przez Adriatyk na Kotor. W nalotach tych brał udział m.in. latający na Caproni poeta Gabriele D’Annunzio. Rozważano użycie samolotów do demonstracyjnego nalotu na austriacką stolicę – Wiedeń, lecz dowództwo włoskie ostatecznie nie zdecydowało się na to. 11 eskadra operowała w Albanii, a 12 eskadra od października 1916 – w Libii, skąd była używana do patrolowania przeciw niemieckim okrętom podwodnym. Po klęsce pod Caporetto w październiku 1917, Caproni były też używane do nalotów taktycznych, przeciw nacierającym wojskom austro-węgierskim. W 1918 eskadry 3, 14 i 15 operowały we Francji. Bombowce Caproni były lubiane przez załogi, posiadały dobre własności pilotażowe. Były dość niezawodne i wytrzymałe, a konstrukcja była prosta. Zmodyfikowany Ca.3 pokonał 4 września 1917 odległość 1000 km w czasie 9 godzin 15 minut. Do końca wojny wyprodukowano 461 samolotów.
Oprócz lotnictwa włoskiego, Caproni Ca.3 były używane także w lotnictwie francuskim. Eskadra CEP.115, wchodząca w skład dywizjonu GB.1, używająca licencyjnych samolotów, weszła do akcji 22 czerwca 1916. Od lipca 1917 Francja otrzymała także oryginalne włoskie bombowce, oznaczone CAP.2 BN2. W sierpniu 1917 sformowano drugą eskadrę CEP.117. Po wyposażeniu w oryginalne Caproni, oznaczenia eskadr zmieniono z CEP na CAP. Obie eskadry używane były głównie do nocnych nalotów na niemieckie terytorium, zrzucając 600 ton bomb w 660 misjach.
Od 1918 roku na Ca.3 byli szkoleni lotnicy amerykańscy, z których część latała następnie operacyjnie w jednostkach włoskich. W sierpniu 1917 jeden Ca.3 został przetransportowany drogą morską do USA i oblatany tam 11 września, jako pierwszy włoski samolot w Ameryce, a w lutym 1918 został tam dostarczony drugi. Przynajmniej cztery Caproni zostały zdobyte po przymusowych lądowaniach przez Austro-Węgry i poddane testom.
Po wojnie Ca.3 pozostał podstawowym włoskim bombowcem nocnym, mimo pojawienia się pod koniec wojny nowszej konstrukcji Caproni Ca.5. Używane były też bojowo w walkach z lokalnymi powstańcami w koloniach w Libii. Zmodyfikowane Ca.3 Modificato (Ca.36) były używane w lotnictwie włoskim do 1927 roku.

## Opis techniczny
Trzysilnikowy dwupłat o konstrukcji drewnianej, pokryty płótnem. Układ dwubelkowy, z gondolą centralną i dwiema belkami ogonowymi, osadzonymi na dolnym płacie. Odległość między belkami wynosiła 4,096 m, wysokość komory płatów 2,3 m. Skrzydła były proste, o obrysie prostokątnym, dwudźwigarowe, komora płatów usztywniana drutem. Potrójne usterzenie kierunku – na późniejszych samolotach były krótsze stery (długość samolotu zmniejszyła się z 11,37 m do 11,05 m). Usterzenie i lotki były ze stalowych rur pokrytych płótnem. Załoga: początkowo 3 ludzi w odkrytej gondoli – przedni strzelec w nosie kadłuba, za stanowiskiem strzelca dwóch pilotów siedzących obok siebie. Później dodano tylne stanowisko strzeleckie w ochronnej "klatce" przed śmigłem pchającym, dla strzelca stojącego na centralnym silniku. Strzelec-inżynier pokładowy zajmował normalnie stanowisko w gondoli. Dwa zbiorniki paliwa znajdowały się w gondoli centralnej, za miejscami pilotów.
Napęd (Ca.3): trzy silniki rzędowe Isotta-Fraschini V4B o mocy 150 KM. Podwozie trójpodporowe, z dodatkową płozą ogonową. Podwozie klasyczne, stałe, z dwoma płozami ogonowymi na końcach belek. Podwozie główne z dwoma czterokołowymi zespołami umieszczonymi pod dolnym płatem (koła bliźniacze). Spotykano także większe koła pojedyncze. Przed podwoziem głównym, z przodu gondoli załogi znajdowało się dwukołowe podwozie pomocnicze, które było w stojącym samolocie uniesione nad ziemią, a jego rolą było zmniejszanie ryzyka kapotażu.

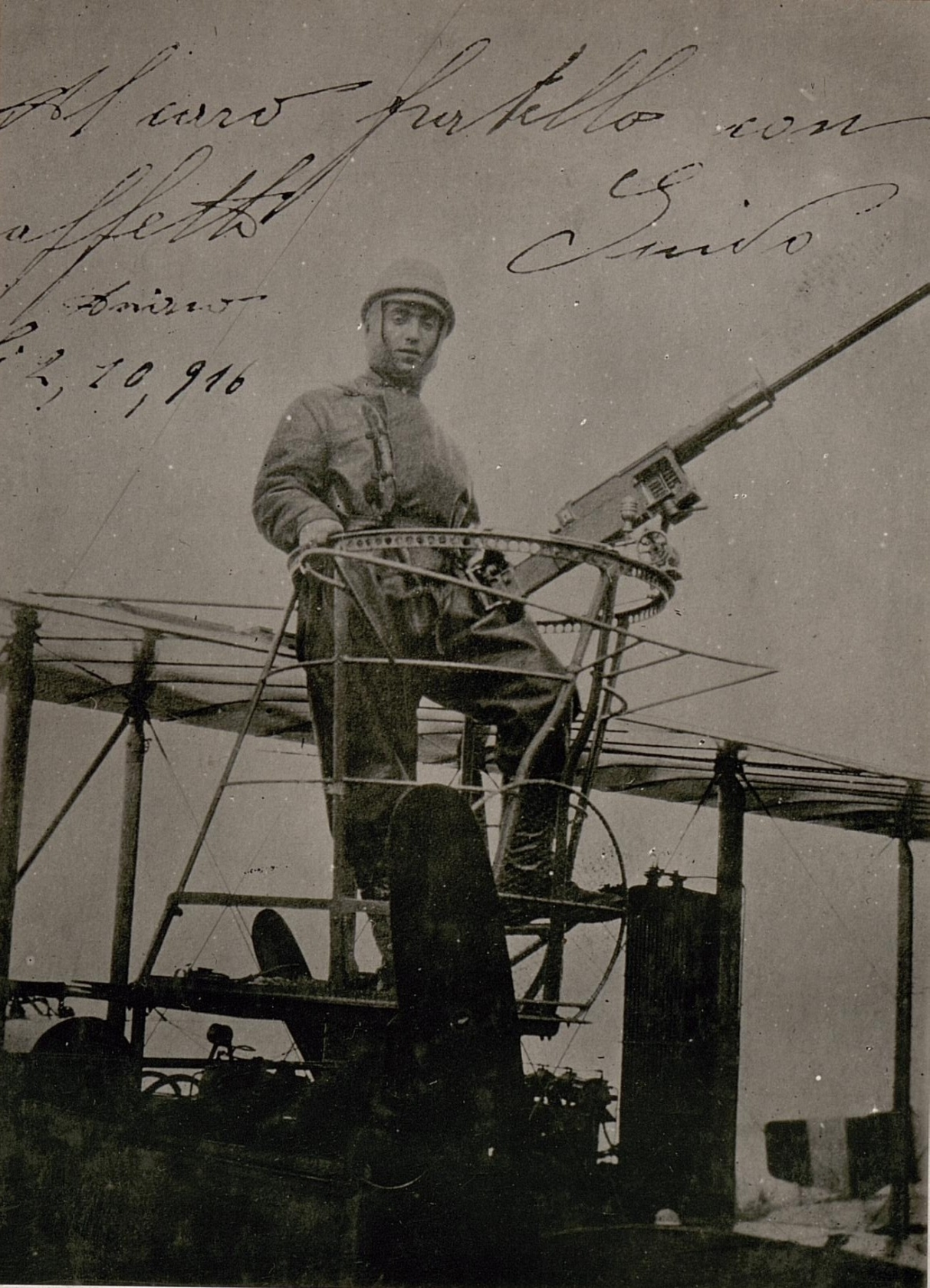
Tylne stanowisko strzeleckie Ca.3

Uzbrojenie obronne stanowił początkowo jeden karabin maszynowy na uchwycie w przednim stanowisku. Od trzeciej serii produkcyjnej wzmocniono je, dodając tylne stanowisko karabinu maszynowego w "klatce" nad silnikiem i montując karabin maszynowy z przodu na obrotnicy. Uzbrojenie stanowiły karabiny maszynowe Fiat-Revelli Mod.14 kaliber 6,5 mm. Istniały przypadki stosowania sprzężonych potrójnie km-ów Fiat-Revelli na stanowisku tylnym lub podwójnie sprzężonych brytyjskich Lewisów na przedniej obrotnicy, lecz nieznane jest ich wykorzystanie. Na kilku samolotach używanych do obrony powietrznej stosowano w 1918 roku uzbrojenie większego kalibru, jak działko 37 mm lub działko automatyczne Fiat 25,4 mm w przedniej kabinie. Bomby podwieszane pod kadłubem, ładunek bomb: 250 kg (Ca.1) – 450 kg (Ca.3). Dwa samoloty zostały przystosowane doświadczalnie do przenoszenia torpedy lotniczej o masie 600 kg.